# Guillem Clua
Guillem Clua i Sarrò (Barcelona, 1973) es un dramaturgo, guionista, director de escena y periodista español. En 2020, fue galardonado con el Premio Nacional de Literatura Dramática que otorga el Ministerio de Cultura y Deporte.

## Biografía
Clua se licenció en Periodismo por la Universidad Autónoma de Barcelona (UAB). Inició su formación teatral en la London Guildhall University de Londres (Reino Unido) en 1994. En 2000, se vinculó a la Sala Beckett de Barcelona, donde asistió a seminarios de Jordi Galceran, Javier Daulte, Neil LaBute, Martin Crimp y Juan Mayorga, entre otros. Compaginó su formación con el trabajo de periodista en programas documentales e informativos de TV3 y Betevé. Más adelante, se especializó en información cultural en los periódicos Avui, La Vanguardia y El Periódico de Catalunya. De 2000 a 2003 trabajó como redactor en la desaparecida revista de divulgación teatral Teatre BCN, publicada por Ediciones El Jueves.
En 2002, publicó su primera obra teatral, Invisibles, que obtuvo el Premio de Teatro Ciudad de Alcoy, que premia obras teatrales en valenciano/catalán. Ese año también escribió la adaptación en teatro-danza de la novela de Thomas Mann Muerte en Venecia (Sala Muntaner, Barcelona, 2002) para la Companyia Vincles. Al año siguiente comenzó a trabajar en televisión, como miembro del equipo de guionistas de la serie de TV3 El cor de la ciutat. Trabajó en ella hasta convertirse en director argumental de las temporadas 6 (2005-06) y 8 (2007-08).
En 2004, su obra La piel en llamas se hizo con el Premio de Teatro Ciudad de Alcoy por segunda vez. Tras su estreno al año siguiente en la Sala Villarroel de Barcelona, obtuvo el Premio de la Crítica de Barcelona Serra d'Or como mejor texto del año. Su traducción al inglés se estrenó en varias ciudades de EE. UU. y Latinoamérica y ha sido su obra con mayor recorrido internacional. La obra fue producida por el Centro Dramático Nacional (Teatro María Guerrero, Madrid) en 2012 y obtuvo una nominación a los Premios Max como Mejor Texto en Castellano. En 2006 se fue a vivir a Nueva York, donde presentó la versión en inglés de El sabor de las cenizas, una obra sobre el conflicto palestino en el Repertorio Español de Nueva York. Este texto no fue estrenado en Barcelona hasta abril de 2014. Tras regresar a su ciudad natal, estrenó Marburg en el Teatro Nacional de Cataluña en 2010, bajo la dirección de Rafel Duran, cosechando grandes críticas. La actriz Vicky Peña obtuvo el Premio Max a la mejor interpretación femenina protagonista por su papel en esa obra.
En 2010 volvió a la televisión, como parte del equipo de guionistas original de la serie de TV3 La Riera. Permaneció vinculado a la serie hasta 2016. Paralelamente, escribió musicales (Killer, Ha passat un àngel), farsas políticas (La tierra prometida), adaptaciones de clásicos y dramaturgias para espectáculos de danza, comedias y dramas.
En 2012 inició su colaboración con La Joven Compañía, para la que escribió las obras Invasión y Proyecto Homero: Ilíada. Ese mismo año estrenó Smiley en la Sala Flyhard de Barcelona. Se trataba de una comedia romántica protagonizada por dos hombres, Ramon Pujol y Albert Triola. La obra se transfirió al Teatre Lliure primero y al Club Capitol después, donde permaneció en cartel hasta 2014, año en el que se estrenó en el Teatro Lara de Madrid. La obra ha sido traducida a varios idiomas. En 2013 se le reconoció como una de las personalidades con más influencia de España dentro del colectivo LGBT.
En los siguientes años prosiguió su producción teatral, aunque sus textos fueron frecuentemente estrenados antes en el extranjero que en España. Fue el caso de Kepler-438B (escrita originalmente con el título La tierra prometida), producido por el Teatrul Odeon de Bucarest (Rumanía) en 2016, y La golondrina, presentada en el Cervantes Theatre de Londres y en el Teatro Gloria de Atenas en 2017. 
La golondrina (2017) obtuvo un gran éxito comercial internacional. Escrita bajo la impresión de la masacre de la discoteca Pulse de Orlando, aborda la confesión de la condición de homosexual de un muchacho (fallecido en un atentado) que su novio hace a la madre del difunto. Ese año se convirtió en el primer dramaturgo en lograr el Premio de Teatro Ciudad de Alcoy por tercera vez por la obra Al damunt dels nostres cants.
En 2020 estrenó la secuela de Smiley, titulada Smiley, després de l'amor y obtuvo el Premio Nacional de Literatura en modalidad de Literatura Dramática con la obra Justícia, estrenada en el Teatre Nacional de Catalunya en marzo del mismo año y cuyas funciones se vieron interrumpidas tras unas pocas semanas de exhibición con motivo del primer confinamiento por el Covid-19. Justícia presenta una historia que va desde el final de la Guerra Civil a las primeras manifestaciones gais en Barcelona, y desde el concierto de los Beatles en la Monumental a la Transición, y que incluye el caso Banca Catalana y el pujolismo.

## Trayectoria

### Obras de teatro
- Smiley, després de l'amor (2020)
- Justícia (2020)[9]
- Barro (2018)
- Al damunt dels nostres cants (2017)
- La golondrina (2017)[6][7]
- Kepler-438B / La tierra prometida (2016)
- Proyecto Homero: Ilíada (2016)
- La revolució no serà tuitejada (2014)
- I love TV (2014)
- Invasión (2013)
- Smiley, una historia de amor (2012)
- Marburg (2010)
- El sabor de las cenizas (2006)
- La piel en llamas (2005)
- Invisibles (2002)

### Libretos de musicales
- La Revoltosa (2017)
- 73 raons per deixar-te (2015)
- Ha passat un àngel (2013)[10]
- Killer (2010)

### Dramaturgias para danza
- En el desierto (2014)
- Cenizas o dame una razón para desintegrarme (2013)
- No (2008)
- Muerte en Venecia (2002)

### Dirección de escena
- Smiley, després de l'amor (2020)
- Losers, de Marta Buchaca (2015)
- En el desierto (2014)
- La revolució no serà tuitejada (2014)
- Smiley, una historia de amor (2012)
- L'ocell del pànic, de Lara Sendim (2010)

### Traducciones / adaptaciones
- Canciones desde mi cama revuelta (Songs From an Unmade Bed) (2018)
- Mares: Maternitat a crits (Motherhood Out Loud) (2015)

### Guiones de cine y TV
- La niña de la comunión (2022)
- Los renglones torcidos de Dios (Warner/Atresmedia, 2022)
- El inocente (Netflix, 2021)
- Estoy vivo (Globomedia/TVE, 2017)
- Indetectables (Flooxer/Apoyo Positivo, 2016)
- La Riera (TV3, 2010-16)
- 90-60-90 Diario secreto de una adolescente (Diagonal TV/Antena 3 TV, 2009-10)
- El cor de la ciutat (TV3, 2003-2008)

## Reconocimientos
Medallas del Círculo de Escritores Cinematográficos
| Año  | Categoría            | Película                       | Resultado |
| ---- | -------------------- | ------------------------------ | --------- |
| 2022 | Mejor guion adaptado | Los renglones torcidos de Dios | Ganador   |

Otros premios
- Premio Nacional de Literatura Dramática por su obra Justícia (Editorial Arola).[12]
- XLIII Premio de Teatro Ciudad de Alcoy 2017 por Al damunt dels nostres cants.
- Prix des Lecteurs (Mejor obra) del Festival Terres de Paroles 2017 (Normandía, Francia) por Marburg.
- Premio Max 2016 al Mejor Espectáculo de Danza por En el desierto.
- Queer Theatre Awards 2016 (Atenas, Grecia): Mejor Obra por Smiley.
- Premio Time Out a la Mejor Obra de Creación de 2013 por Smiley.[13]
- Premio Butaca 2013 al Mejor Espectáculo por Smiley.
- Premio Butaca 2013 al Mejor Texto Original por Smiley.
- Premio Max (Mejor Texto en Castellano). Nominado por La piel en llamas.
- XXXII Premio de Teatro Ciudad de Alcoy 2004 por La piel en llamas.[14]
- Premi de la Crítica Serra d’Or al Mejor Texto de 2005 por La piel en llamas.[15]
- XXX Premio de Teatro Ciudad de Alcoy 2002 por Invisibles.[16]